# سینماهای پی‌وی‌آر
سینماهای پی‌وی‌آر (انگلیسی: PVR Cinemas) بزرگترین گروه سینمایی در کشور هند است.
این شرکت که در سال ۱۹۹۷ تأسیس شده دارای ۱۳۴ مجموعه سینمایی و ۶۲۵ سالن در ۵۱ شهر است. 

## نگارخانه

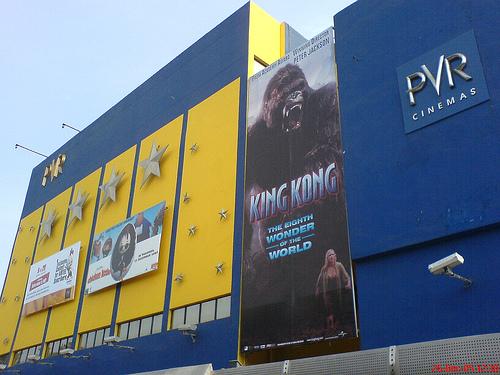
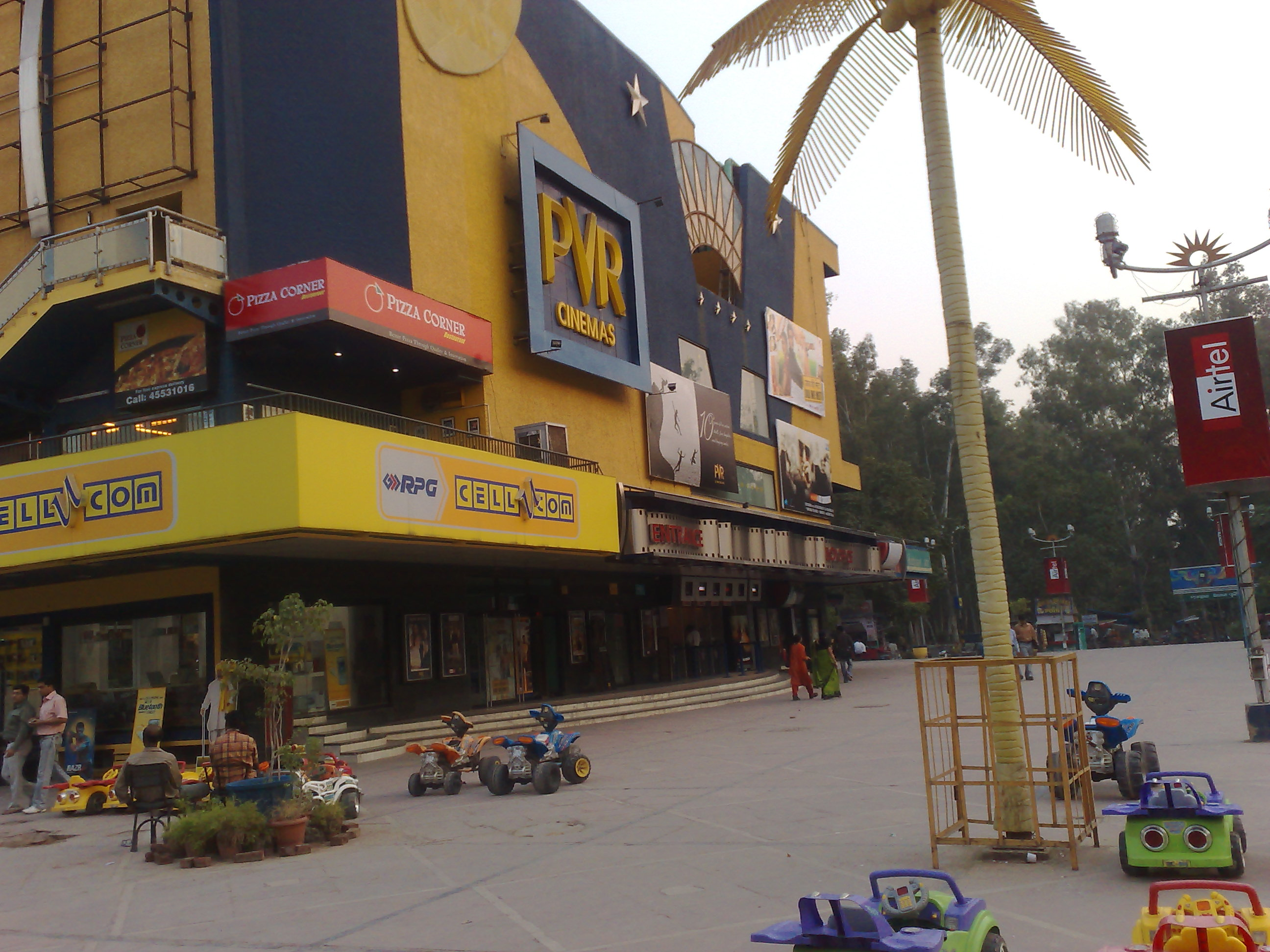